# Hyundai i10
El Hyundai i10 es un automóvil del segmento A producido por el fabricante surcoreano Hyundai Motor Company desde el año 2007. Es un cinco puertas con motor delantero transversal y tracción delantera que se fabrica en Corea. Reemplaza al Hyundai Atos como el modelo menos costoso de la marca, y continúa con el esquema de nomenclatura estrenado en el Hyundai i30.

## Primera generación (2007-2014)
El i10 está homologado para cinco pasajeros, al contrario que varios de sus rivales, como el Citroën C2, el Fiat Panda, Renault Twingo y el Toyota Aygo, que tienen cuatro plazas. Como sucede con sus rivales (el Chevrolet Spark y el Kia Picanto), el i10 tiene una carrocería del tipo Hatchback, aunque su altura exterior se encuentra a medio camino entre un hatchback y un monovolumen.
Sus dos motores de gasolina son un 1.1 litros de 67 CV de potencia máxima y un 1.2 litros de 75 CV, mientras que el Diesel es un 1.2 litros de 75 CV. Las cajas de cambios disponibles son una manual de cinco marchas y una automática de cuatro marchas.

### Restyling (2011-2013)
Con el lanzamiento de su hermano de fórmula el Kia Picanto y el Chevrolet Spark en 2011 el Hyundai i10 sufrió su primer rediseño que aunque pequeños tuvo muchísimos cambios entre los cuales se encuentra la nueva parrilla pasando de ser sencilla a ser doble dividida por el logo de Hyundai, exploradoras inspiradas en el movimiento mejor diseño en la parrilla baja mientras que en la parte trasera las luces direccionales se ubican en el centro de la luz trasera. Además de todo esto desaparece el uso de decorativos negros en la parte delantera y trasera mientras que en los lados deja de ser recto tomando una forma curva.
El Hyundai i10 continuara vendiéndose en la India donde se ubicara entre el Hyundai Eon y el Grand i10 Hatchback, también continuara siendo exportado al mercado de Colombia, en ambos casos para enfrentar al Chevrolet New Spark/Spark Life (II) y al Renault Clio Style, (solo en Colombia) mientras que el Hyundai Eon competirá contra el Suzuki Alto, y el Hyundai Grand i10 Illusion Hatchback estará compitiendo contra el Suzuki Swift.

## Segunda generación (2014-presente)
La segunda generación del i10 se ubica por encima del Hyundai Eon y por debajo del Hyundai i20 y Hyundai Accent. A diferencia de su antecesor, no vendrá en versión taxi para ningún país.
Existen dos variantes del modelo, conocidas como i10 y Grand i10. El Grand i10 se diferencia del modelo europeo, con un aumento de distancia entre ejes de 100 mm (3,9 pulgadas).
El Grand i10 está disponible con tres opciones de motor: 
- 1,1 litros de tres cilindros diésel CRDi U2
- 1,2 litros de cuatro cilindros de gasolina
- 1,0 litros de tres cilindros de gasolina

El motor diésel ofrece un kilometraje de aproximadamente 24,0 kmpl (figura ARAI). 
En febrero de 2014, Hyundai Asia Resources, Inc. (HARI) anunció detalles sobre la versión filipina de mercado del Grand i10. El motor U2 CRDi no se ofrecerá en el país; en cambio, los modelos de base vienen con el motor de gasolina de tres cilindros y 1,0 litros, mientras que el motor de cuatro cilindros de 1,2 litros está reservado para el modelo de transmisión automática L tope de gama.
El Grand i10 ofrece multitud de características como los interiores de doble virada, espacio de cabina ampliada, entrada sin llave, botón de encendido / apagado y auto plegable espejos exteriores que se abre automáticamente y se doblan cuando el coche está desbloqueado y bloqueado. Además, el coche está equipado con ventilación de aire acondicionado en habitáculos trasero y 1 GB de memoria interna para almacenar música, siendo el primero en su segmento en ofrecer estas comodidades.

### Seguridad
El Grand i10 en su versión Latinoamericana más básica recibió una calificación de 0 estrellas para adultos y 2 estrellas para niños de Latin NCAP en 2015 (protocolo obsoleto).

## Galería

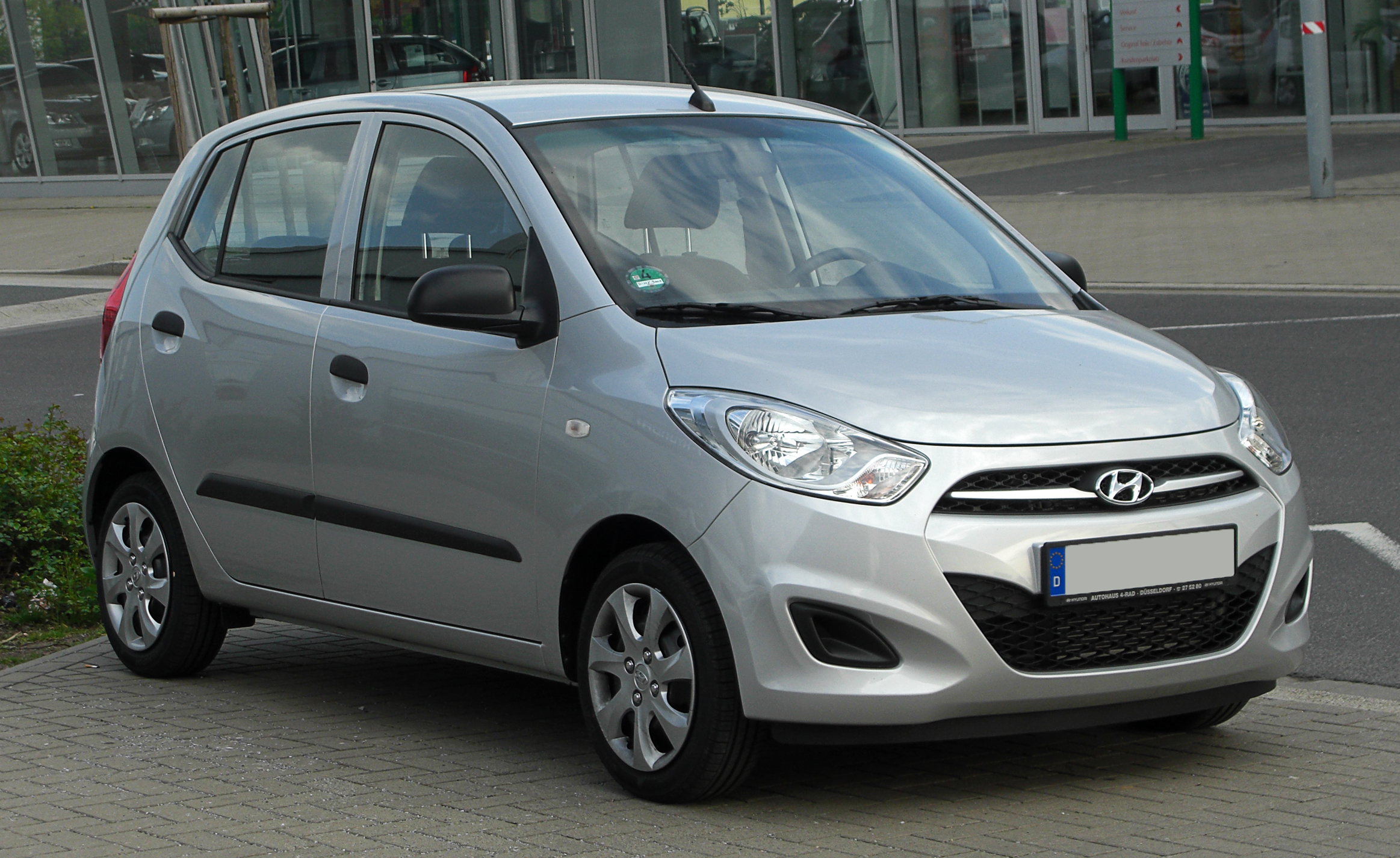
Hyundai i10 Vista delantera
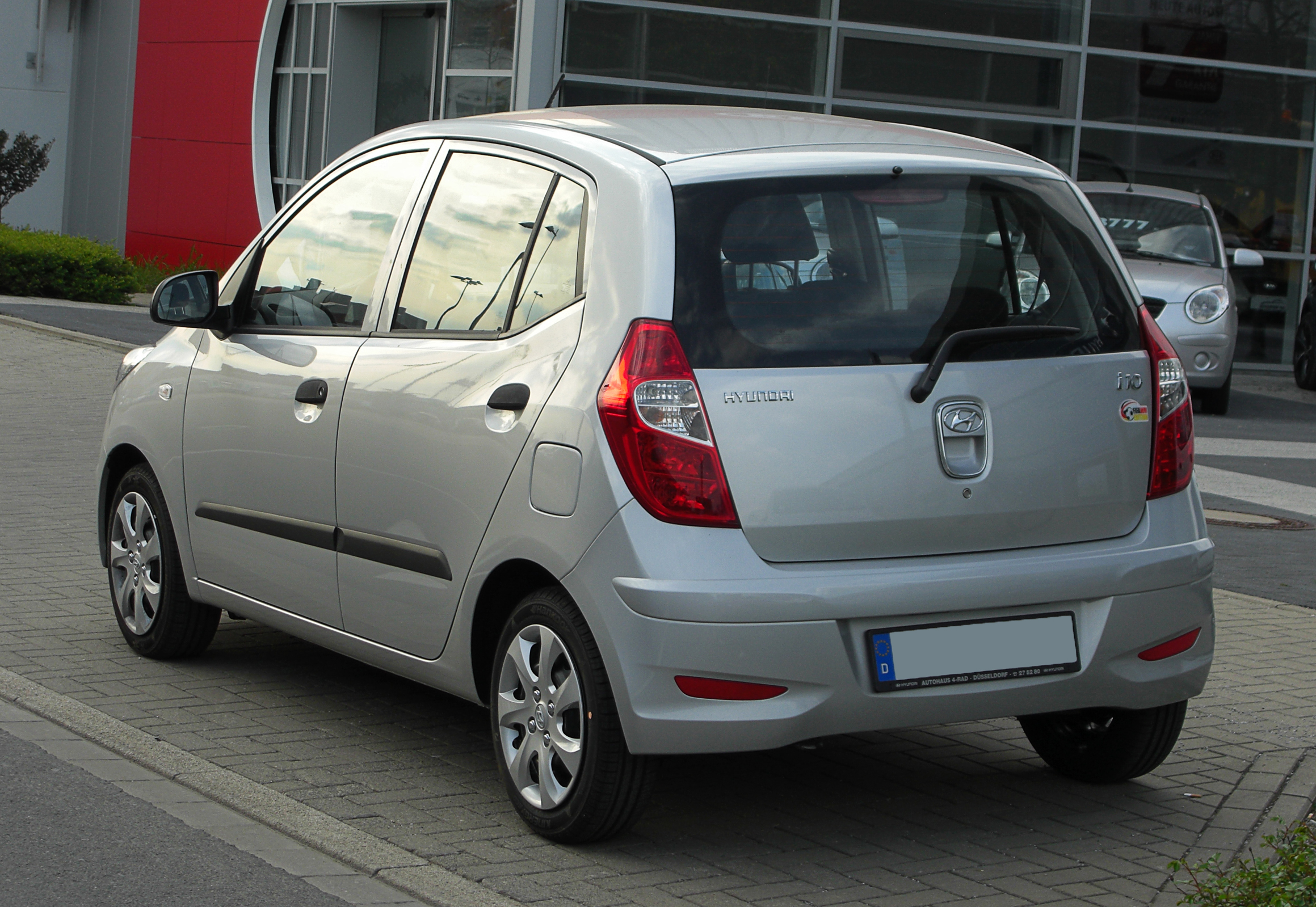
Hyundai i10 Vista trasera
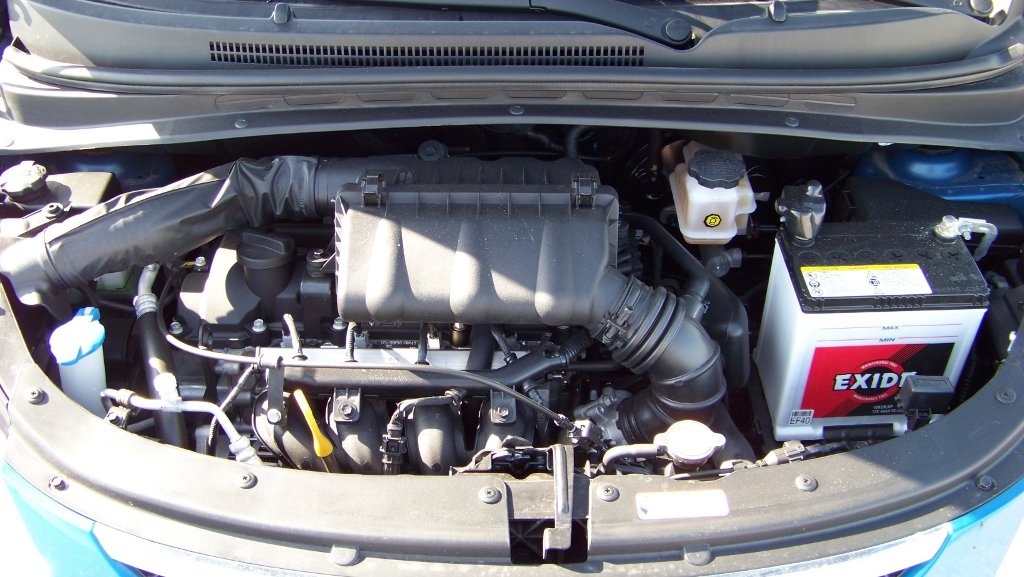
Hyundai i10 Motor
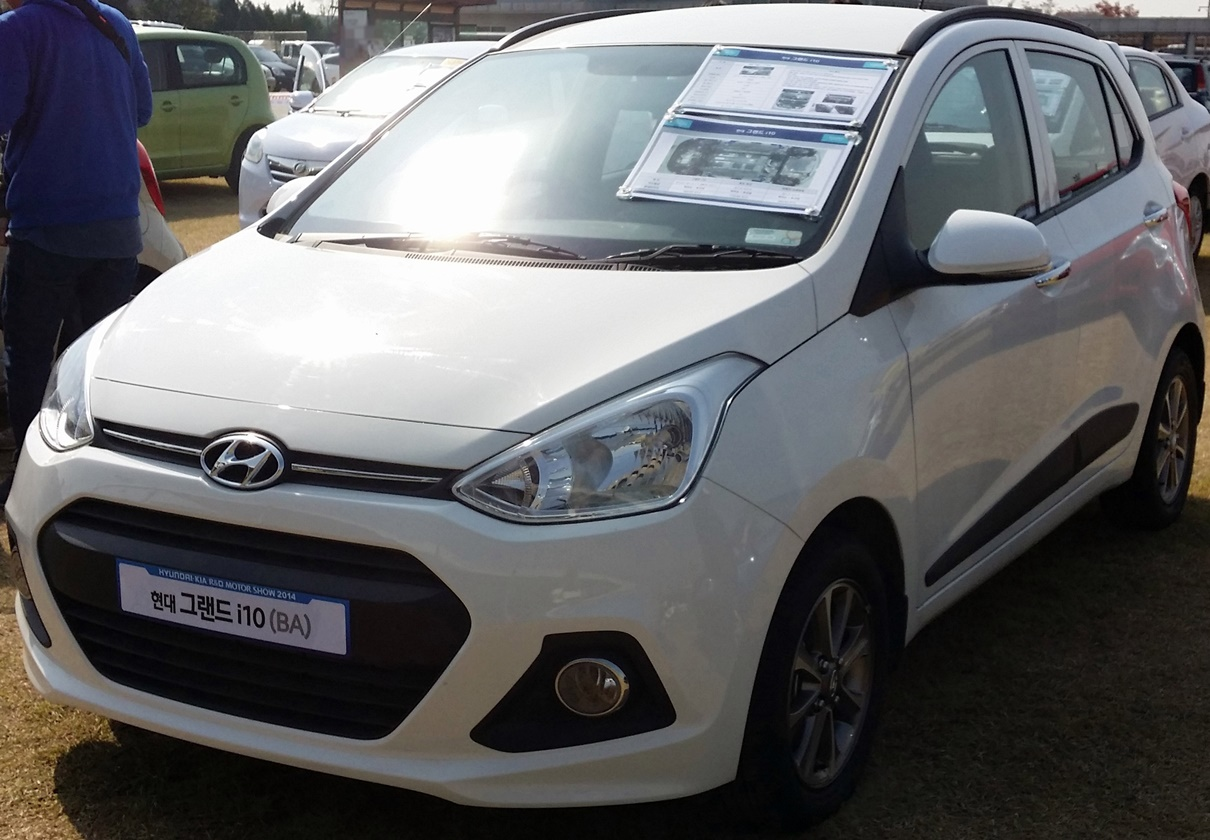
Hyundai Grand i10 Vista delantera
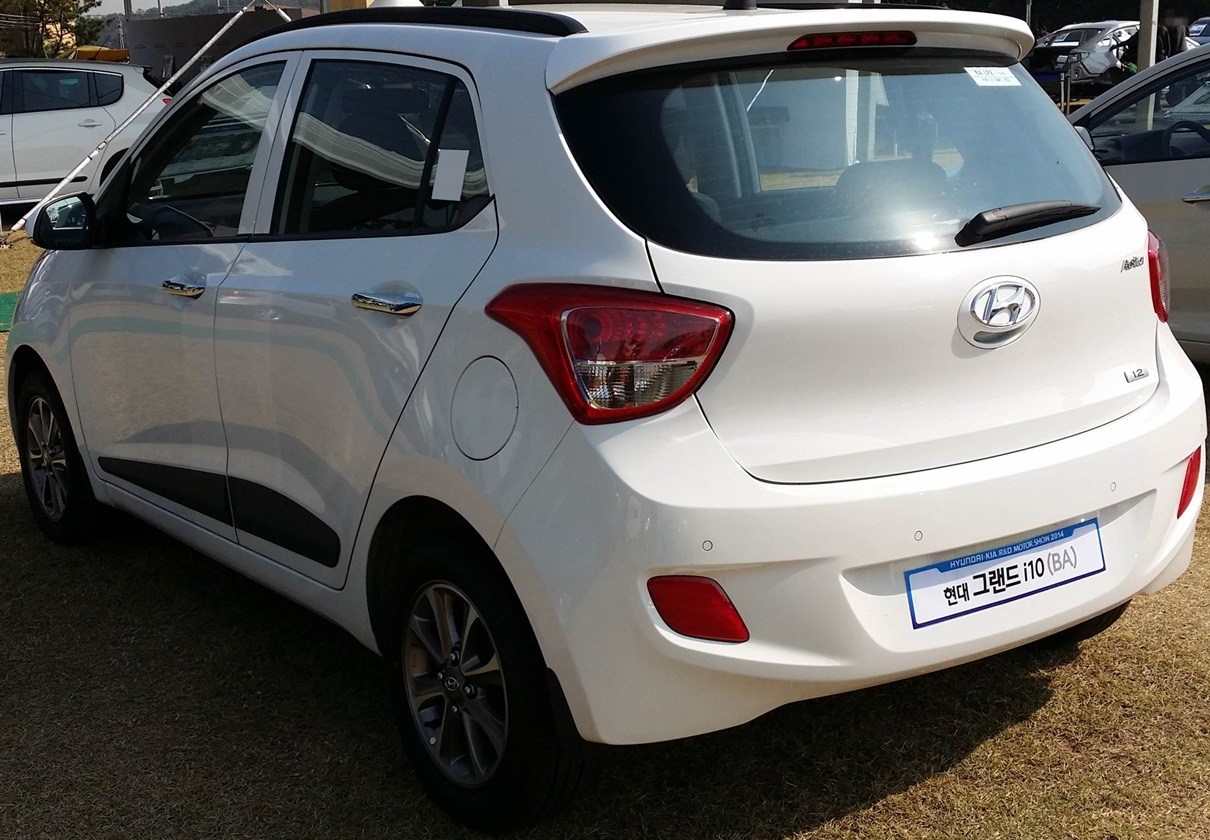
Hyundai Grand i10 Vista trasera
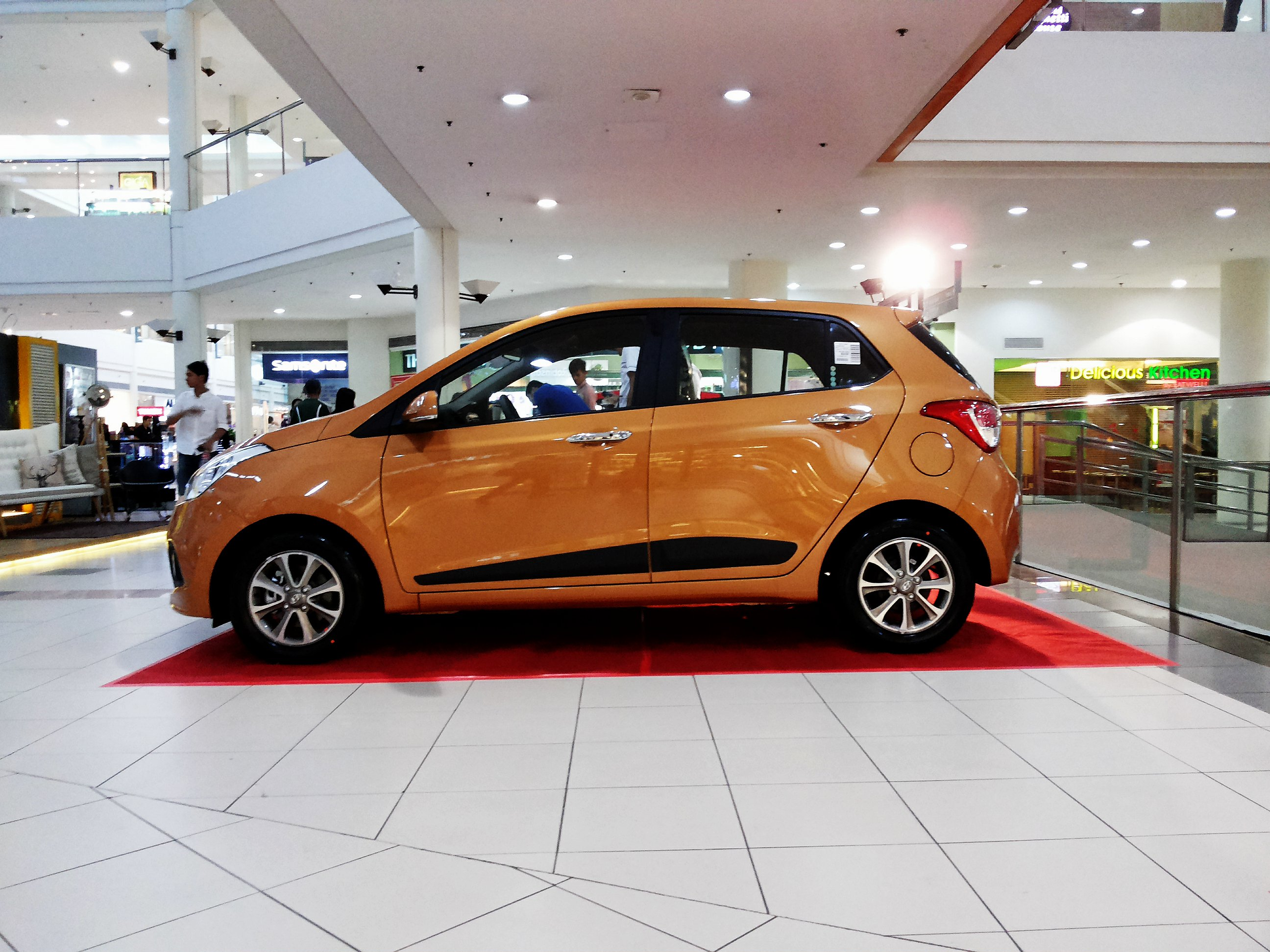
Hyundai Grand i10 Vista lateral
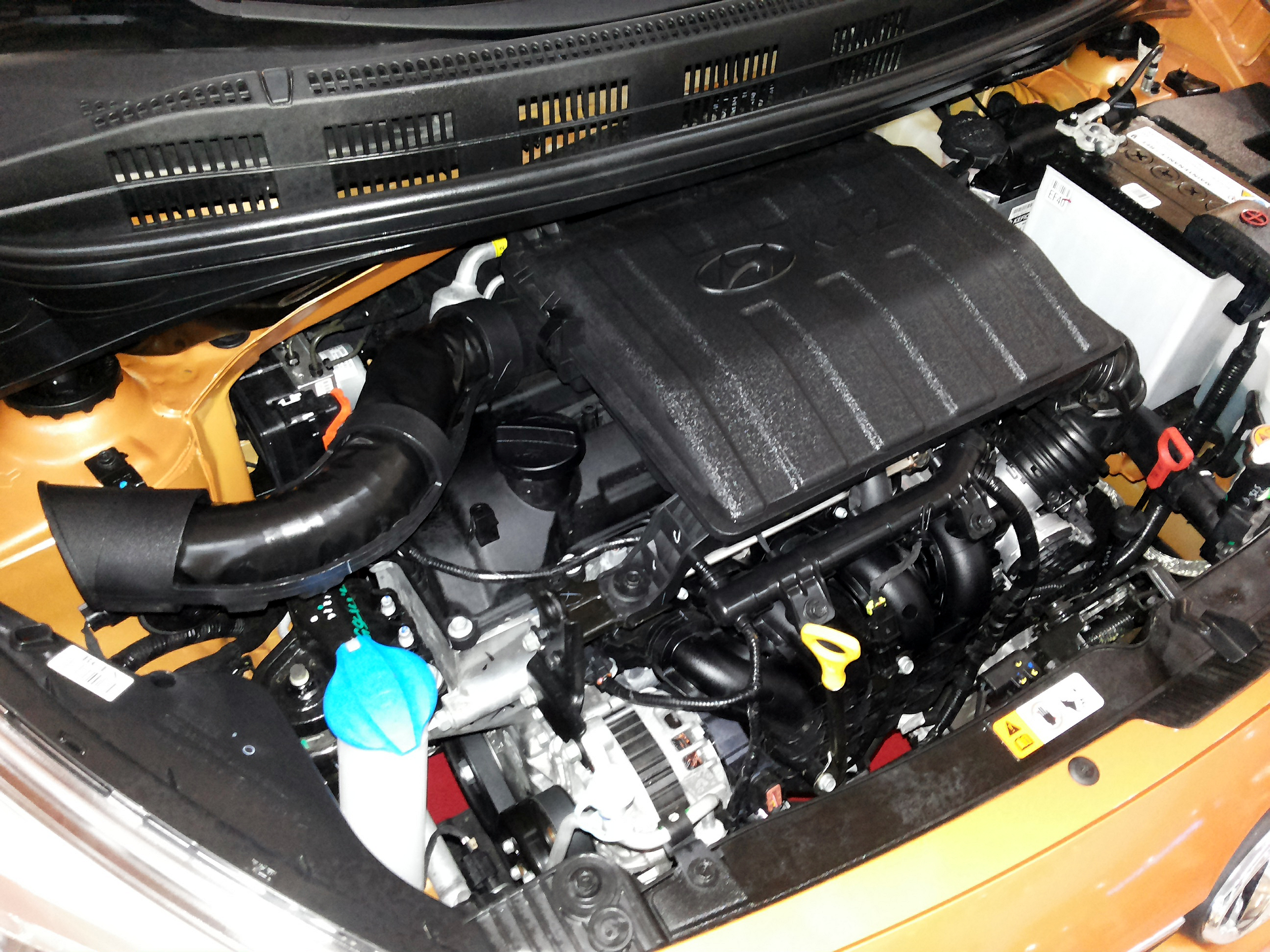
Hyundai Grand i10 Motor 1.25
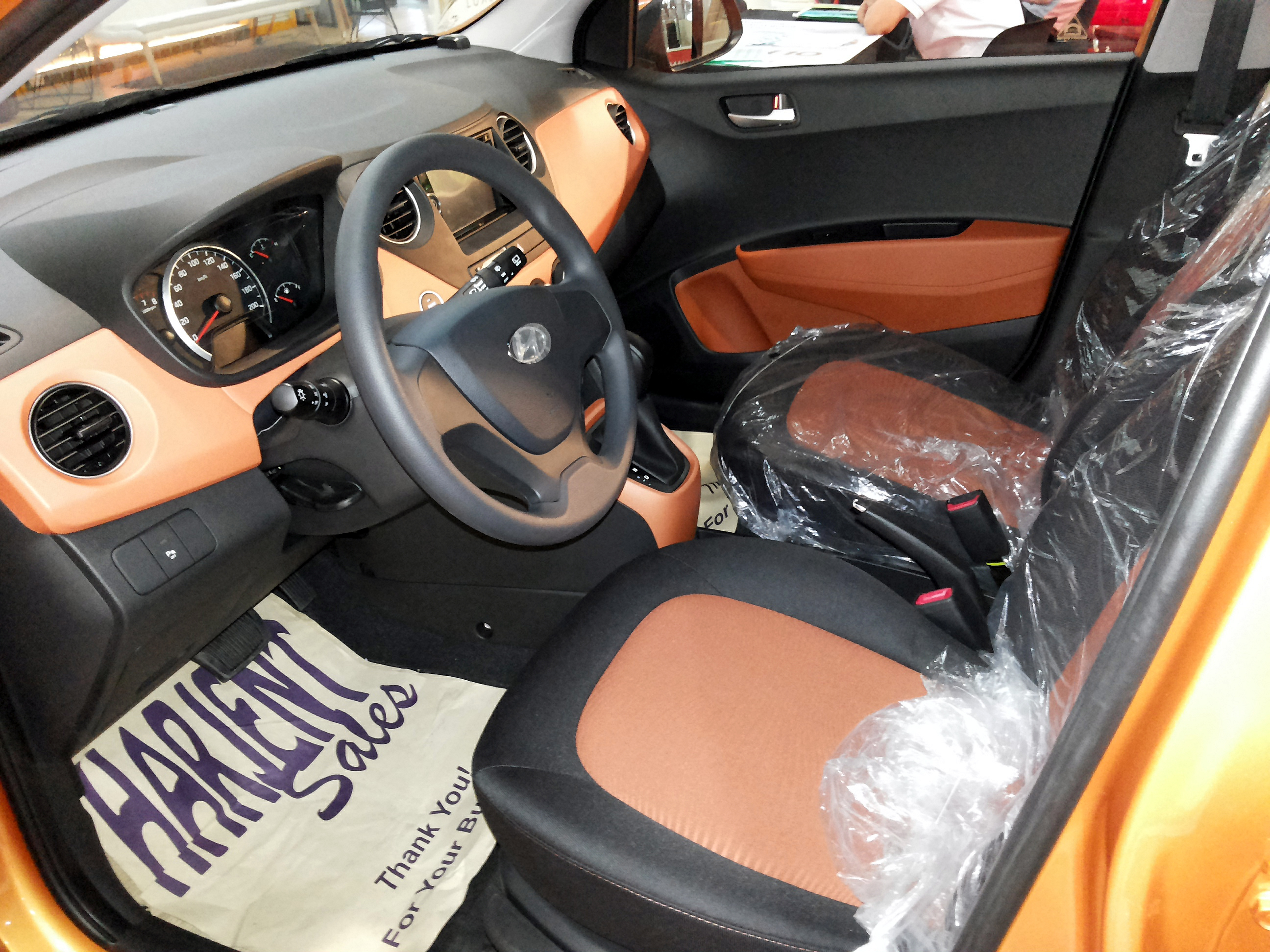
Hyundai Grand i10 Interior